# سپیا لیسیداس
سپیا لیسیداس (انگلیسی: Sepia lycidas) که معمولاً به نام کوتل‌فیش بوسه‌ای یا سپیداج شناخته می‌شود، گونه‌ای از سگ‌ماهی‌ها از سرده سپیا است.
در زبان ژاپنی مونگو ایکا (もんごういか) نامیده می‌شود و یکی از عناصر سوشی است.